# Новый Малков
Новый Малков (бел. Новы Малкаў) — упразднённая деревня в Светиловичском сельсовете Ветковского района Гомельской области Белоруссии.

## География

### Расположение
В 35 км на северо-восток от Ветки, 57 км от Гомеля.

## Транспортная сеть

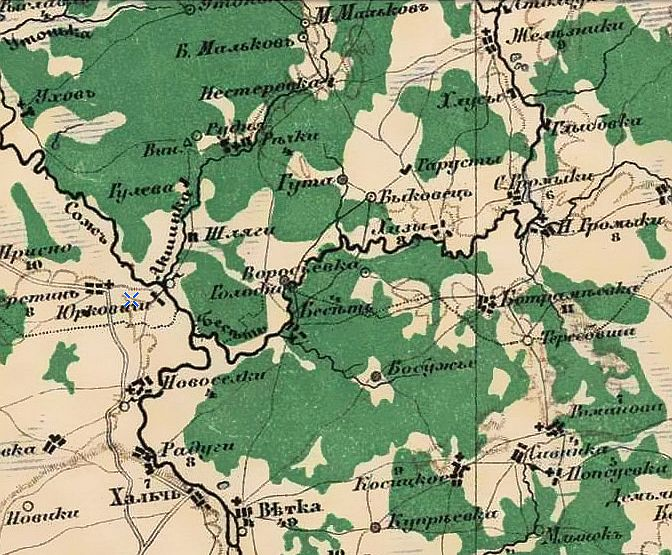
Новый Малков (М.Малков) на карте Стрельбицкого И. А. за 1865 г.

Транспортные связи по просёлочной, потом автодорогам Р30 Залесье — Светиловичи, Светиловичи — Гомель. Застройка редкая, деревянная, усадебного типа.

## История
Основана в начале XX века как околица Малок. В 1930 году жители вступили в колхоз. Во время Великой Отечественной войны 22 жителя погибли на фронте. В 1959 году входила в состав совхоза «Восточный» (центр — деревня Акшинка).
В результате катастрофы на Чернобыльской АЭС деревня подверглась радиационному загрязнению. В 1991 году жители (9 семей) были переселены в чистые места.
Официально упразднена в 2011 году.

## Население
- 1909 год — 12 дворов, 66 жителей.
- 1959 год — 74 жителя (согласно переписи).
- 1991 год — жители (9 семей) переселены.